# Constantin Cubleșan
Constantin Cubleșan (Kolozsvár, 1939. május 16.) román író, drámaíró, költő, kritikus és irodalomtörténész.

## Élete
Apja Grigore Cubleșan tanár volt. Középiskolai tanulmányait Bánffyhunyadon végezte, ezután a kolozsvári Babeș–Bolyai Tudományegyetem filológia-történelem-filozófia karára járt 1955 és 1959 közt. 1982-ben ugyanezen az egyetemen szerezte meg doktori címét.
Diplomája megszerzése után a Kolozsvári Rádió szerkesztője és riportere lett (1959–1962), ezután 1962 és 1972 közt a Tribuna magazin irodalomkritikai szekcióját vezette. E lapban szinte heti rendszerességgel publikált. 1970 és 1971 közt – Augustin Buzurával közösen – a lap főszerkesztője is volt. 1972-ben a kolozsvári Dacia kiadó főszerkesztője lett, itt 1980-ig dolgozott. Ezután 1980. október 1. és 1987. december 31. közt a Lucian Blaga Nemzeti Színház igazgatója volt, majd 1988 és 1999 közt a Steaua magazin főszerkesztő-helyettese lett.
1991-től mint egyetemi docens dolgozott a Babeș–Bolyai Tudományegyetem akkor alapított színházi karán. 1999-ben Gyulafehérváron lett egyetemi tanár, itt irodalomelméletet és általános esztétikát tanított. 2000 és 2004 közt a Gyulafehérvári Egyetem Történeti és Filológiai karának alelnöke volt. 1964-ben lett a Román Írószövetség tagja, számos tudományos-fantasztikus novellát és regényt alkotott.

## Munkái
- Nepăsătoarele stele, povestiri SF, București, 1968
- Miniaturi critice, București, 1968
- Clopotele de apă, nuvele, București, 1970
- Aproape de curcubeu, povestiri, București, 1972
- Licheni, roman, Cluj-Napoca, 1974
- Iarba cerului, roman S.F., București, 1974
- Un gotic târziu, roman, Timișoara, 1975
- Umbra ulmilor tineri, nuvele și povestiri, Cluj-Napoca, 1976
- Paradoxala întoarcere, S.F., București, 1978
- Teatrul – istorie și actualitate, critică literară, Cluj-Napoca, 1979
- Viața și încă o zi, nuvele, București, 1980
- Pensiunea Margareta, povestiri, București, 1982
- Opera literară a lui Delavrancea, București, 1982
- Teatrul – între civic și etic, Cluj-Napoca, 1983
- Iepurilă Varză-Dulce, I Stăpânul pădurii, II Ursul slugă la castel, III O întâmplare neașteptată, IV Carnavalul din pădure, București, 1984-1985
- Un anotimp pentru fiecare, I Sezonul crinilor roșii, II Porți deschise, Cluj-Napoca, 1985-1986
- Orașul de cretă colorată, povestiri pentru copii, București, 1986
- Teme provinciale, teatru, București, 1987
- Baladă neterminată, roman, Cluj-Napoca, 1988
- La foc de tabără, povestiri pentru copii, București, 1989
- Sincere felicitări, proză scurtă, Cluj-Napoca, 1991
- Suflete mecanice, povestiri, Sibiu, 1992
- Apropierea iernii, versuri, Namur, Belgia, 1993
- Galaxia termitelor, roman S.F., Sibiu, 1993
- Opera literară a lui Ion Lăncrănjan, Alba Iulia, 1993
- Teatrul Național Cluj-Napoca, monografie, în colab. cu Iustin Ceuca, 1994
- Eminescu în conștiința critică, București, 1994
- Ioan Slavici interpretat de..., 1994
- Vârsta amintirilor, poeme, Cluj-Napoca, 1995
- Lumina din prăpastie, versuri, Timișoara, 1996
- Eminescu în perspectivă critică, Oradea, 1997
- În oglinzile timpului, poezii, Namur, Belgia, 1997
- Alfabetul glumeț, versuri pentru copii, Deva, 1998
- Meridiane lirice, versuri, Cluj-Napoca, 1998
- Băieții cuminți, versuri pentru copii, Deva, 1998
- „Luceafărul” și alte comentarii eminesciene, Reșița, 1998
- Caragiale în conștiința critică, Oradea, 1999
- Templul cu vise, versuri, Oradea, 1999
- Opera literară a lui Pavel Dan, București, 1999 (ed. a II-a, 2007)
- Eminescu în orizontul criticii, Pitești, 2000
- Romancierul Rebreanu, București, 2001
- Eminescu în oglinzile criticii, Cluj-Napoca, 2001
- „Moara cu noroc” de Ioan Slavici, Cluj-Napoca, 2001
- Caligrafii „Caligrafului”, eseuri, Drobeta Turnu Severin, 2002
- Absent din Agora, versuri, Deva, 2001
- Antologia basmului cult, 2002
- Eminescu în reprezentări critice, Cluj-Napoca, 2002
- Nicolae Filimon, micromonografie, Craiova, 2003 (ed. a II-a, 2013)
- Clasici și moderni, eseuri, București, 2003
- Litanii profane, versuri, 2004
- Romulus Cojocaru, poetul, 2004
- Trilogii de buzunar, teatru, 2004
- De la tradiție la postmodernism, 2005
- Dicționarul personajelor din teatrul lui Lucian Blaga (coord.), 2005
- Eminescu în privirile criticii, 2005
- Efigii pe Nisipul vremii, 2005
- M. Eminescu. Ciclul schillerian, 2006
- Ion Creangă în conștiința criticii, 2006
- Mihail Sebastian. Teatrul. Dicționar de personaje (coord.), 2007
- Serile cu Bartolomeu, 2007
- Din mansarda lui Cioran, 2007
- Pavel Dan – Prozatorul Câmpiei Transilvane, 2007
- Pasiunea lecturii, 2008
- Domnița nebănuitelor trepte, teatru, 2008
- Eminescu în comentarii critice, 2008
- Bădia..., în colab. cu Ion Mărgineanu, 2008
- Conferințe literare, 2009
- Lucian Blaga, dramaturgul, 2010 (ed. a II-a, 2011)
- Omul în colivie, proză, 2010
- În jurul începuturilor romanului românesc, 2010
- Eminescologi clujeni, 2011
- Escale în croazieră – Constantin Virgil Gheorghiu, 2011 (ed. a II-a, 2016)
- Curente, mișcări, grupări literare și artistice în sec. XX, 2012
- Dicționarul personajelor din teatrul lui I. L. Caragiale, coordonator, Cluj-Napoca, 2012
- Nuvelistul Rebreanu, București, 2012
- Lecturi confortabile, 2012
- Liviu Rebreanu. Zece ipostaze ale romanului, 2013
- Lectura – profesiune și delectare, 2013
- Urmuz în conștiința criticii, București, 2014
- Mihail Sadoveanu. Actualitatea în rezonanță istorică, 2014
- Dumitru Radu Popescu în labirintul mitologiei contemporane, 2015
- Ion Druță: conștiință a istoriei basarabene, 2015
- Constantin Virgil Gheorghiu – aventura unei vieți literare, București, 2016
- Poezia de toate zilele, 2017
- Augustin Buzura. Prozatorul sondărilor abisale, Ed. Școala Ardeleană, Cluj-Napoca, 2018

## Magyarul megjelent művei
- Diana nyilai (elbeszélés, Galaktika 12., 1975; utánközlés: Az átlépett látóhatár, sci-fi antológia, Dacia kiadó, Kolozsvár, 1975)
- Csillagok születése (költészeti antológia, szerkesztője volt, Dacia kiadó, Kolozsvár, 1972)
- Szerelmeim városa. Regény; ford. Sigmond István; Dacia, Kolozsvár-Napoca, 1977
- Margaréta-penzió. Ifjúsági regény; ford. Kerekes György; Creangă, Bukarest, 1985

## Külső hivatkozások
- Interjú az íróval (román nyelven)
- Munkái a worldcat katalógusban

## Fordítás
- Ez a szócikk részben vagy egészben  a   Constantin Cubleșan című román Wikipédia-szócikk ezen változatának fordításán alapul.  Az eredeti cikk szerkesztőit annak laptörténete sorolja fel. Ez a jelzés csupán a megfogalmazás eredetét és a szerzői jogokat jelzi, nem szolgál a cikkben szereplő információk forrásmegjelöléseként.